# Chicago Plan Revisited
The Chicago Plan Revisited är en IMF-rapport från 2012 av Jaromir Benes och Michael Kumhof som blivit omtalat på grund av sitt radikala innehåll. I centrum för studien är den så kallade Chicago-planen från 1930-talet, vilken författarna resonerar ingående kring varefter de kommer med ett eget liknande reformförslag. Detta förslag, eller denna penningreform, innebär precis som Chicago-planen att banker måste ha full täckning för pengar som lånas ut. Med andra ord skulle det betyda att banker inte längre tillåts att skapa pengar i form av krediter i samband med låneverksamheten, utan att pengars skapande skall vara något som respektive länders centralbanker har monopol på. Fördelar med ett sådant system är enligt författarna att det skulle bli lättare att få en jämn ekonomisk utveckling om penningmängden inte styrs av bankernas kreditskapande, att risken för bankrusningar skulle elimineras samt att såväl statsskulden som privata skulder skulle minskas drastiskt. Författarna lutar sig mot såväl ekonomisk teori som historiska exempel och menar dessutom att reformen inte leder till inflation utan att den tvärtom kan lägga grunden för en låginflationsekonomi.

## Bakgrund

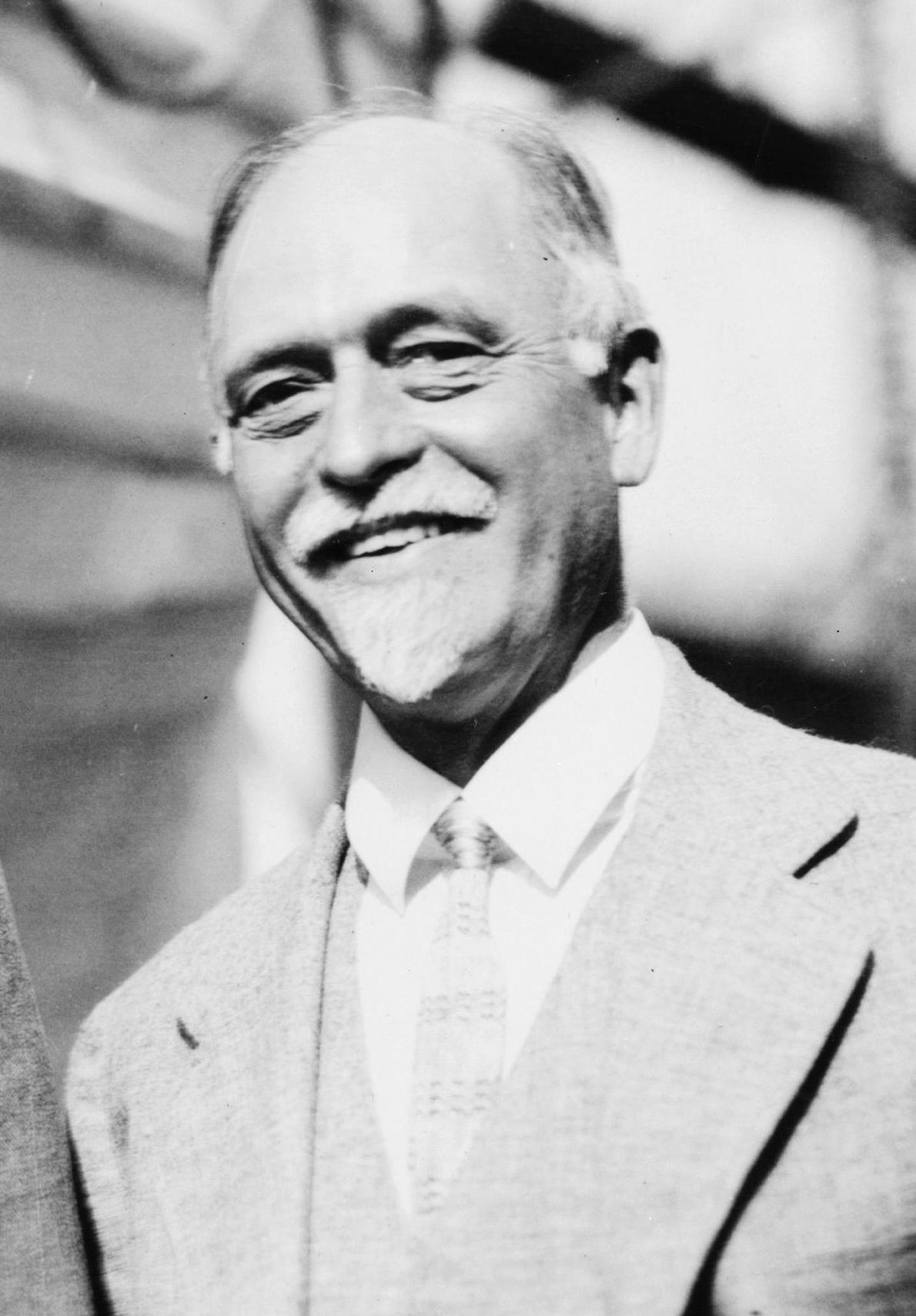
Irving Fisher, känd ekonom och en av Chicagoplanens främsta förespråkare

Efter den stora börskraschen 1929 följde en svår ekonomisk depression i världen, inte minst i USA, och mitt under denna depression publicerades en radikal plan för penningreform som kom att kallas för Chicagoplanen. Anledningen till att planen, som kom i några olika utgåvor och varianter under 1933-1935, fick just det namnet var att rapporterna utformades av ekonomer vid University of Chicago. Den första planen, endast sex sidor lång, gavs ut den 16 mars 1933 och stöddes av en rad ledande ekonomer. Efter att synpunkter mottagits gavs en utökad variant ut i slutet av året och under de kommande två åren följde några till utgåvor med smärre ändringar.

## Rapportens huvuddrag
The Chicago Plan revisited har förutom introduktion och sammanfattning fem kapitel: en historik där även 1930-talets Chicagomodell beskrivs, ett kapitel om dagens modell, ett om konsekvenserna för banker, hushåll, industri och regering, ett om kalibreringarna, ett om övergången samt ett om kreditcyklerna. Några huvuddrag i framställningen är följande:

### Historik
Kapitlet inleds med ett ifrågasättande av standardbeskrivningen av pengars ursprung, i korthet att människan först ägnat sig åt byteshandel och därefter infört pengar som mellanhand, för att förenkla och effektivisera. Istället, säger författarna, visar antropologiska och historiska studier att byteshandel varit praktiskt taget icke-existerande i äldre tider och när penningliknande system först infördes så var det i form av olika kreditsystem, där krediterna var nominerade i boskap, verktyg och säd med mera. När verkliga penningsystem långt senare infördes så var det statliga, religiösa och sociala/ceremoniella behov som låg bakom, inte privata skäl för förenklad handel. Detta, betonar författarna, är inte bara av akademiskt intresse, eftersom diskussionen om pengars ursprung leder direkt till frågan om pengars natur och vem som bör skapa pengarna. Specifikt har standardbeskrivningen av pengars ursprung, ända sedan Adam Smith, använts som motiv för privat utgivning och kontroll av pengar.

### Fischers argument
I likhet med Irving Fisher, tongivande förespråkare av den första Chicagoplanen, ser författarna fyra stora fördelar med en statlig penningutgivning istället för privat penningskapande via bankerna. Den första är att kontrollen över konjunkturcyklerna ökar, det vill säga att överdrivna upp- och nedgångar undviks. För det andra skulle den finansiella stabiliteten ökas genom att risken för bankrusningar skulle elimineras. De tredje och fjärde fördelarna som de framhåller är dramatiskt reduktion av den offentliga skulden liksom även en stor potential till minskning av privata skulder.

### Omvandlingen
Det viktigaste i den nya modellen är att bankerna måste backa upp insättningarna till 100 procent med regeringsskapade krediter. Det betyder att de inte kan skapa egna, nya, krediter som därefter blir insättningar. Omvandlingen till detta system, som innebär att regeringen separat kontrollerar aggregerad kreditvolym och penningmängd, sker i två steg. I det första steget skall banker tvingas låna från finansdepartement för full täckning av alla insättningar, det vill säga för att alla kontoutdrag som allmänhet och företag har i bankerna skall motsvaras av lika stor faktisk och tillgänglig penningmängd. Denna regeringskredit, som är en tillgång för regeringen och en skuld för bankerna, används ur regeringens perspektiv också till att köpa loss de räntebärande statsobligationerna som bankerna äger (och som är en tillgång för dem). I steg två krediterar bankerna regeringskrediten samtidigt som tillgångarna i form av allmänhetens insättningar och innehavet av statsobligationer krediteras. Med andra kvittas skulden till regeringen mot tillgångarna i form av insättningar och statsobligationer. Därmed kan den statsskuld som ägs av den privata sektorn strykas och alla insättningar som idag saknar uppbackning, bli 100 procent uppbackade, och allt detta med nämnda regeringskredit. Processen avslutas med att bankerna anpassar sig till lägre officiella kapitalkrav genom att minska mängden eget kapital.

## Reaktioner
I The Telegraph, en av Englands större tidningar, beskrev Ambrose Evans-Pritchard rapporten i positiva ordalag och framhöll även att stora ekonomer som Henry Simons och Irving Fisher låg bakom den ursprungliga Chicago-planen.
Stuart Jeanne Bramhall, skribent på Open Salon, menar att den ekonomhistoriska delen av artikeln är mest intressant. Att det är en myt att pengar utvecklats från fysiska ting med intrinsikalt värde - typ guld - till dagens "fiatpengar". Detta eftersom fiatpengar, som kännetecknas genom att värdet bestäms av lagen, använts i tusentals år. Hon nämner exemplet med den atenska ledaren Solon, vars skuldavskrivningar år 599 före Kristus, som författarna beskriver som den första kända Chicagoplanen. Hon avslutar med att notera att rörelsen för att avskaffa det skuldbaserade penningsystemet fortfarande anses som radikal men att det faktum att en IMF-studie nu ställer sig på dessa "radikalas" sida antyder att den globala krisen är vida större än våra regeringar och mainstream-media är villiga att inse, samt att personer på höga poster vet att beslutsfattarna i realiteten saknar alternativ.
I Sverige har Andreas Cervenka, skribent på Svenska Dagbladet, beskrivit förslaget att "staten tar över penningskapandet" som ren dynamit. Han ser det som osannolikt att ett dylikt system införs i närtid men ser också rapporten som ett kvitto på att vi lever i "en tid då det mesta som rör det ekonomiska systemet kan, och kommer att, ifrågasättas".
Enligt Gary North, österrikisk ekonom, är det dock lika fel att låta bankerna skapa "pengar ur luft" genom fractional-reserve banking som att låta staten, eller centralbanken i allians med staten, göra detta. Det enda rätta, enligt North, är att låta marknaden sköta penningskapandet, med guldstandard men utan fractional-reserve banking. Martin Sibileau, också österrikisk ekonom, menar att krediter inte kan skapas unilateralt av en part. Dessutom befarar han att insättare och aktieägare, om reformen genomfördes, skulle sälja tillgångarna, dvs regeringskrediten, till underpris för riktiga pengar dvs cash.